# Lokiarchaeota
Lokiarchaeota je kmen archeí, jejíž členové jsou nejbližšími známými příbuznými eukaryot. Kmen zahrnuje všechny členy skupiny dříve pojmenované Deep Sea Archaeal Group (DSAG), známé také jako Marine Benthic Group B (MBG-B). Lokiarcheaota patří do nadkmene Asgard, který zahrnuje kmeny: Lokiarchaeota, Thorarchaeota, Odinarchaeota, Heimdallarchaeota a Helarchaeota.
Jeho význam vychází z fylogenetické analýzy, která prokázala existenci monofyletické skupiny složené z kmene Lochiarchaeota a eukaryot, a proto se má za to, že tento nový mikroorganismus tvoří mezikrok mezi jednoduchými buňkami prokaryot a komplexní formou eukaryot.

## Objev
Při průzkumu mikrobiální diverzity hlubin Severního ledového oceánu (Grónské moře, hřeben Gakkel) roku 2010 byl získán vzorek sedimentu 15 km od hydrotermálního průduchu zvaného Lokiho hrad. Vzorek byl izolován ve vrtném jádře získaném z hloubky větší než 3,2 km (0,3 °C), bez známek eukaryotního života. O existenci nového kmene se výzkumníci dozvěděli na základě fylogenetických analýz pomocí sady vysoce konzervovaných genů kódujících proteiny (16S rRNA). Objev byl publikován roku 2015.
Navrhované pojmenování kmene Lokiarchaeota bylo navrženo s odkazem na místo odběru vzorků, Lokiho hrad, který nese název po severském bohovi Lokim. Loki byl popsán jako „komplexní, matoucí a ambivalentní postava'', která byla katalyzátorem mnoha diskuzí např. o jeho záměrech, povaze či dokonce pohlaví , stejně tak obsáhlé jsou i diskuze o významu kmene Lokiarchaeota, které přepisují základní teorie o raných počátcích života.
V roce 2019 byl úspěšně izolován a vykultivován velmi pomalu se rozmnožující člen z kmene Lokiarchaeota z hlubokomořského bahna: Prometheoarchaeum syntrophicum (referenční kmen MK-D1). Jeho buňky mají dlouhá „chapadla“, ve kterých hnízdí partnerští mikrobi, kteří mu jako „protomitochondrie“ mohli dát větší šanci na přežití s přibývajícím kyslíkem během Velké kyslíkové katastrofy, poté byly uzavřeny a endogenizovány chapadly – jako předchůdci mitochondrií. 

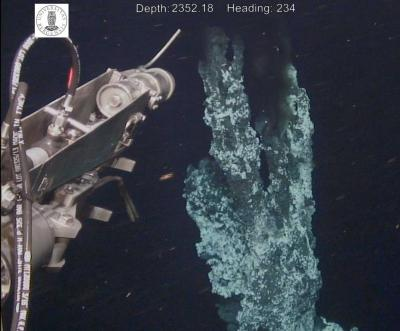
Vrchol 12 m vysokého komína hydrotermálního průduchu Lokiho hradu. Vlevo je rameno dálkově ovládaného podvodního vozidla používaného k odběru vzorků vody z Centra geobiologie Univerzity v Bergenu v roce 2008.

## Charakteristika
Vzhledem k tomu, že byl kmen objeven metagenomickými analýzami, jeho morfologické charakteristiky nejsou známy.
Kompozitní genom kóduje 5381 protein-kódujících genů a jednotlivé kopie genů 16S a 23S rRNA. Mezi nimi asi 32 % neodpovídá žádnému známému proteinu, 26 % se velmi podobá archeálním proteinům a 29 % odpovídá bakteriálním proteinům. Ještě menší, ale významný podíl proteinů (175 nebo 3,3 %) je velmi podobný eukaryotním proteinům. Mezi ně patří aktin, aktiny představují klíčové strukturální proteiny eukaryotních buněk a zahrnují vlákna, která jsou důležitá pro různé buněčné procesy, včetně buněčného dělení, transportu vezikul a fagocytózy. Fagocytóza je schopnost pohltit částice nebo jiné mikroby, která je nezbytná pro scénáře fagotrofické hypotézy. Ta předpokládá, že eukaryotní buňka, asi před dvěma tisíci sty miliony lety, nevznikla pouhou genovou mutací (nebyl by pro ni dostatek evolučního času), ale vznikla spíše (eukaryogenezí) díky kapacitě svých prekurzorů bez jádra. Současná teorie sériové endosymbiózy (Serial Endosymbiosis Theory) spolu se svou komplementární hypotézou eocytů, nyní podpořená možným objevem Lochiarchaeota, popisuje průchod prokaryotních buněk (buď bakterií nebo archeí) do eukaryotních buněk prostřednictvím symbiogenetických inkorporací. Tyto inkorporace jsou formy požití bez trávení, ve kterých požitý organismus nadále žije v potravě a začíná s ní udržovat symbiotický vztah. Jakmile je genetický materiál (symbiogenetika) vložen do hostitele a poté předán potomkům, budou se vyvíjet společně. Přítomnost aktinových proteinů a intracelulárních transportních mechanismů poskytuje důkaz o společném původu mezi kmenem Lokiarchaeota a eukaryoty.
Studie genomu dále ukázaly, že s eukaryoty sdílí některé specifické proteiny, např. malé GTPasy, části ubiquitinového systému, či komplex proteinů ESCRT, který umožňuje endocytosu. V eukaryotech funkce těchto sdílených proteinů zahrnují: deformaci buněčné membrány, tvorbu tvaru buňky a dynamický proteinový cytoskelet.
Nepřímými metodami (měřením množství kmene Lokiarchaeota na různých místech dna a studiem tamějšího prostředí) bylo ukázáno, že je pravděpodobné, že energii získávají redukcí železa spojenou s oxidací organických látek.

## Význam

Srovnávací analýza genomu kmene Lokiarchaeota proti známým genomům vyústila ve fylogenetický strom podporující scénáře pro vznik eukaryot z archeálního hostitele nebo z eocyt. Soubor funkcí kmene Lokiarchaeota souvisejících s membránou naznačuje, že společný předek eukaryot by mohl být přechodným krokem mezi prokaryotními buňkami, které nemají subcelulární struktury a eukaryotními buňkami, které obsahují mnoho organel.
Lochiarcheota a eukaryota pravděpodobně sdílejí společného předka, pokud ano, před téměř třemi miliardami let by se rozcházely. Tento domnělý a teoretický společný předek měl mít klíčové „startovací“ geny, které umožňovaly v pozdějších fázích zvýšenou buněčnou komplexitu a nakonec vedl k evoluci eukaryot.